# Ziemia Ruperta
Ziemia Ruperta (ang. Rupert's Land, fr. Terre de Rupert) – region historyczno-geograficzny w Ameryce Północnej wyznaczony przez dział wodny Zatoki Hudsona. Ziemia Ruperta została proklamowana kolonią brytyjską przez króla Karola II w 1668 i wydzierżawiona na sto lat (termin dzierżawy przedłużano dwukrotnie) Kompanii Zatoki Hudsona. Ziemia swoją nazwę zawdzięcza księciu Rupertowi, królewskiemu kuzynowi, jednemu z udziałowców Kompanii.